# Lemförde
Lemförde község Németországban, Alsó-Szászországban, a Diepholzi járásban. Lakosainak száma 3486 fő (2023. december 31.).

## Földrajza
Lemförde Stemshorn és Marl községekkel határos.